# Zodariellum surprisum
Espèce
Zodariellum surprisum est une espèce d'araignées aranéomorphes de la famille des Zodariidae.

## Distribution
Cette espèce se rencontre en Asie centrale.

## Description
Le mâle holotype mesure 2,60 mm et la femelle paratype 2,86 mm.

## Publication originale
- Andreeva & Tyschchenko, 1968 : « Materials on the fauna of spiders (Aranei) of Tadjikistan. II. Zodariidae. » Zoologičeskij Žurnal, vol. 47, p. 684-689.